# 飛龍世界遊樂城
飛龍世界遊樂城（英語：Flying Dragon World Fun City），是廣州市的一座已拆除的主題樂園，佔地336畝，位于番禺區大石飘峰山，号称“廣州第一座主題樂園”，曾被稱為廣州旅遊的“月亮工程”、全球最大的蛇文化主题公园，已于1998年倒閉。後棄置至2013年，被敏捷集團開發，拆除重建為“敏捷·御峰国际”。

## 歷史沿革

### 規劃與興建
飛龍世界游樂城由飛龍生物集團公司董事長、“蛇王”泰國籍華人錢龍飛進行建設。錢龍飛出生於浙江永康县，以抓蛇、賣蛇為生。後來，他通過剝蛇皮做起二胡生意，淘到了第一桶金。原計畫建成以蛇文化為中心，以民俗文化為基礎，集蛇資源開發、商務、飲食、游樂、觀賞、藝術、療養保健于一體的游樂城，佔地逾千畝。1991年，飛龍世界立項，投资额达9亿人民币，並在1992年正式動工。1994年7月，首期佔地336畝的遊樂城竣工，並舉行了盛大的開業儀式。

### 開業與興盛
1995年1月，飛龍世界開業。遊樂城內有雷峰塔、萬蛇園、餐飲區、購物區，出售各種各樣的蛇餐、蛇酒、蛇皮製品、蛇藥等，亦設有免費供養百歲老人的“壽星園”。廣州市旅遊局曾經這樣讚譽：“廣州的旅遊景點都是星星，沒有月亮，直到飛龍世界出現後，廣州市的旅遊景點就有了月亮。”
1995年11月1日，飛龍世界創下了“與蛇同居288小時”紀錄。兩名小姐與666條眼鏡蛇、222條五毒蛇一起晝夜生活12天，打破了新加坡玩蛇人于1987年创下的与200条蛇度过10个日夜的吉尼斯世界紀錄。刺激的表演令飛龍世界名聲大噪，1995年至1997年，飛龍世界號稱蛇逾268萬條，員工過千人，最興旺時一天接待逾50000遊客，一年接待遊客達到200多萬人。當時的花車巡遊，飛龍世界都包下幾十台花車，還參加過香港花車巡遊。1997年，飛龍樂園的“金蛇狂舞”被廣州市旅遊局選為“廣州十大旅遊景點”，名列第六。

### 危機與倒閉
飛龍世界籌建之初，錢龍飛與珠江旅遊有限公司和番禺蓮花山港客運有限公司簽下合作合同，兩公司投資5000萬元資金。但不久雙方又對合同進行了修改，資金的屬性變成了借貸。1995年飛龍樂園開業後，該公司要求飛龍世界還貸，雙方產生了糾紛並最終訴諸法庭。由於對方申請了財產保全，1998年法院判決後，飛龍世界的部分產業被法院暫時查封。
在1992年，錢龍飛為獲取大量資金，先將一大堆房產證抵押給番禺當地信用社，隨後又將房產證的複印件抵押給某些銀行，在多家銀行重複抵押，貸得重金。金融機構向法院起訴，起訴的公司包括珠江旅遊有限公司、香港客貨運輸聯營有限公司、廣州國際信託投資公司、招商銀行等。
1998年的法院查封使得銀行停止了對飛龍世界的貸款，而飛龍樂園的海外融資也失敗。飛龍樂園的資金鍊斷裂，水電費、地租無法交納，員工工資亦無發放。1998年下半年至1999年上半年，各路債權人紛紛起訴飛龍樂園。這20多宗經濟糾紛案件，最少有5間法院接案受理，包括廣州市中級人民法院、瀋陽中級人民法院、清遠中級人民法院、廣東省最高人民法院、番禺區人民法院等。債務共約3.5億元，欠土地出讓金1600多萬元。
另外，其家族式管理混乱，景点建设扩张过快、贪大求全，市场定位盲目乐观，门票价格过高，亦导致景区投入远大于产出，大量设施空置，游客数量急跌，经营收入每况愈下。
1998年年底，錢龍飛攜其家屬出逃國外，而沒有資金來源的飛龍樂園亦隨之倒閉。

### 火災與破壞
廢棄後的飛龍樂園曾由大石鎮政府派出一個機動中隊進行巡邏保護，但因人力、財力匱乏而後續終止。無人管理、無人看管的飛龍樂園里值錢的鋼筋、鐵塊、玻璃等，均被盜竊者拆走，連木板亦被拆除用於燒飯。樓宇的門窗、未建成的建築、井蓋均被拆除，連建築的鋼筋都被人鑿開偷走。1999年10月14日晚，一場大火焚毀正門南側的兩層歌舞廳與餐廳。2003年1月16日，山頂大雄寶殿又遭遇大火，幾被燒透。2004年，有2位盜竊者在拆除其涼亭盜取鋼筋時，因操作不當，被倒塌的涼亭砸死。另有8人因操作不當，在拆除建築盜取鋼筋時受傷。警方亦抓獲7位盜竊者。園區內的鋼筋被盜竊無幾後，被用作堆積垃圾的場地。

### 拍賣與重建
2000年10月23日至2005年8月16日，飛龍樂園五次開拍，起拍價從1.43億人民幣降到8808萬人民幣，均流拍。後被判給某信用社。2011年初，第六次拍賣，被敏捷集團買下。敏捷集團於2012年將其殘存建築物拆除，原址重建為房地產項目“敏捷·御峰國際”。該項目於2013年11月上市。

## 备注
1. ↑  當時吉尼斯世界紀錄由上海大世界基尼斯公司代理